# (95247) Schalansky
(95247) Schalansky ist ein Asteroid des äußeren Hauptgürtels, der am 12. Februar 2002 vom kanadischen Astronomen Hongkonger Herkunft William Kwong Yu Yeung am Desert Eagle Observatory in der Nähe von Benson, Arizona (IAU-Code 333) entdeckt wurde.
Der Asteroid gehört zur Ursula-Familie, einer mehrere Milliarden Jahre alten Asteroidenfamilie, die nach dem Asteroiden (375) Ursula benannt wurde.
(95247) Schalansky wurde am 15. Juni 2011 nach der deutschen Schriftstellerin Judith Schalansky benannt. In der Widmung besonders hervorgehoben wurde ihr Buch aus dem Jahre 2009 „Atlas der abgelegenen Inseln“.